# Burnet
Burnet város az USA Texas államában. Lakosainak száma 6436 fő (2020. április 1.).

## Népesség
A település népességének változása:
| Lakosok száma | 5987 | 6359 | 6436 |
|               | 2010 | 2016 | 2020 |